# Мияги, Хироя
Хироя Мияги (яп. 宮城 大弥 Мияги Хироя, 25 августа 2001, Гинован) — японский бейсболист, питчер клуба Японской бейсбольной лиги «Орикс Баффалос». Лучший новичок Тихоокеанской лиги в сезоне 2021 года.

## Биография
Хироя Мияги родился 25 августа 2001 года в городе Гинован на острове Окинава. Окончил школу Конан. На драфте Японской бейсбольной лиги 2019 года был выбран клубом «Орикс Баффалос» в первом раунде. Профессиональную бейсбольную карьеру начал в 2020 году, в ноябре дебютировал за основной состав «Баффалос» и одержал первую победу.
В сезоне 2021 года Мияги вошёл в стартовую ротацию «Баффалос», в 23 сыгранных матчах одержал 13 побед при 4 поражениях и показателе пропускаемости ERA 2,51. Вместе с командой выиграл чемпионат Тихоокеанской лиги. В Японской серии против «Токио Якулт Суоллоуз» выходил на поле во втором матче. В декабре 2021 года был признан новичком года в Тихоокеанской лиге.